# موتور سلطان محمد (کورین، دو)
موتور سلطان محمد یا عزیز روستایی در دهستان کورین بخش کورین شهرستان زاهدان استان سیستان و بلوچستان ایران است.

## جمعیت
بر پایه سرشماری عمومی نفوس و مسکن در سال ۱۳۹۵ جمعیت این روستا ۳۵ نفر (۷خانوار) بوده‌است.